# Stefan Buck
Stefan Buck (Bad Saulgau, 18 settembre 1980) è un allenatore di calcio ed ex calciatore tedesco, di ruolo centrocampista, vice allenatore dell'Eintracht Francoforte.

## Carriera

### Gli inizi
Dopo aver giocato per diversi anni nelle serie minori tedesche con il Pullendorf nel 2004 viene acquistato dal Bayern Monaco, con cui gioca 4 partite in Coppa di Germania e 32 partite nella squadra riserve.

### Unterhaching e Karlsruhe
L'anno seguente viene acquistato a titolo definitivo dall'Unterhaching, squadra della seconda serie tedesca; nel primo campionato con la squadra rossoblu mette a segno 6 gol in 32 partite, mentre dopo una seconda stagione da 5 gol in 22 partite viene acquistato dal Karlsruhe, squadra all'epoca militante in Bundesliga. Nella prima stagione gioca 13 partite in massima serie segnando anche un gol, mentre l'anno seguente scende in campo in 6 occasioni con la prima squadra e per 4 volte con la squadra riserve.

### Augusta e Monaco 1860
Nella stagione 2009-2010 gioca 26 partite e segna 2 gol nella seconda serie tedesca con l'Augusta; gioca poi per altri due anni consecutivi nella stessa categoria, con il Monaco 1860.